# Championnat du monde masculin de curling 1965
Navigation
Édition précédente Édition suivante
Le Championnat du monde masculin de curling 1965 (nom officiel: Scotch Cup) est le 7e championnat du monde masculin de curling.
Il a été organisé en Écosse dans la ville de Perth sur le Perth Ice Rink.

## Équipes
| Canada | Norvège                                                                                       | Écosse |
| Granite CC, Winnipeg, Manitoba Skip: Terry Braunstein Third: Don Duguid Second: Gordon McTavish Lead: Ray Turnbull | Frogner CC, Oslo Skip: Ulf Engh Third: Arne Ramstad Second: Rolf Carlem Lead: Perfinn Hansen  | Kilgraston & Moncrieffe CC, Perth Skip: Chuck Hay Third: John Bryden Second: Alan Glen Lead: David Howie  |
| Suède | Suisse                                                                                        | États-Unis                                                                                                |
| Örebro CK Fourth: Tore Rydman Skip: Gunnar Kullendorf* Second: Sigurd Rydén Lead: Börje Holmgren                   | Zermatt CC Skip: Theo Welschen Third: Hermann Truffer Second: Karl Bayard Lead: Alfonse Biner | Superior CC, Wisconsin Skip: Raymond "Bud" Somerville Third: Bill Strum Second: Al Gagne Lead: Tom Wright |

Légende: *=Throws third rocks.

## Classement
| Pays    | Skip              | V | D |
| ------- | ----------------- | - | - |
| USA     | Bud Somerville    | 4 | 1 |
| Canada  | Terry Braunstein  | 4 | 1 |
| Suède   | Gunnar Kullendorf | 3 | 2 |
| Écosse  | Chuck Hay         | 3 | 2 |
| Suisse  | Theo Welschen     | 1 | 4 |
| Norvège | Ulf Engh          | 0 | 5 |

*Légende: V = Victoire - D = Défaite

## Résultats

### Match 1
| Équipes             | 1 | 2 | 3 | 4 | 5 | 6 | 7 | 8 | 9 | 10 | Total |
| ------------------- | - | - | - | - | - | - | - | - | - | -- | ----- |
| Canada (Braunstein) | – | – | – | – | – | – | – | – | – | –  | 8     |
| Suède (Kullendorf)  | – | – | – | – | – | – | – | – | – | –  | 6     |

| Équipes                 | 1 | 2 | 3 | 4 | 5 | 6 | 7 | 8 | 9 | 10 | Total |
| ----------------------- | - | - | - | - | - | - | - | - | - | -- | ----- |
| Écosse (Hay)            | – | – | – | – | – | – | – | – | – | –  | 11    |
| États-Unis (Somerville) | – | – | – | – | – | – | – | – | – | –  | 5     |

| Équipes           | 1 | 2 | 3 | 4 | 5 | 6 | 7 | 8 | 9 | 10 | Total |
| ----------------- | - | - | - | - | - | - | - | - | - | -- | ----- |
| Suisse (Welschen) | – | – | – | – | – | – | – | – | – | –  | 11    |
| Norvège (Engh)    | – | – | – | – | – | – | – | – | – | –  | 8     |

### Match 2
| Équipes                 | 1 | 2 | 3 | 4 | 5 | 6 | 7 | 8 | 9 | 10 | Total |
| ----------------------- | - | - | - | - | - | - | - | - | - | -- | ----- |
| États-Unis (Somerville) | – | – | – | – | – | – | – | – | – | –  | 9     |
| Canada (Braunstein)     | – | – | – | – | – | – | – | – | – | –  | 8     |

| Équipes        | 1 | 2 | 3 | 4 | 5 | 6 | 7 | 8 | 9 | 10 | Total |
| -------------- | - | - | - | - | - | - | - | - | - | -- | ----- |
| Écosse (Hay)   | – | – | – | – | – | – | – | – | – | –  | 12    |
| Norvège (Engh) | – | – | – | – | – | – | – | – | – | –  | 8     |

| Équipes            | 1 | 2 | 3 | 4 | 5 | 6 | 7 | 8 | 9 | 10 | Total |
| ------------------ | - | - | - | - | - | - | - | - | - | -- | ----- |
| Suède (Kullendorf) | – | – | – | – | – | – | – | – | – | –  | 10    |
| Suisse (Welschen)  | – | – | – | – | – | – | – | – | – | –  | 9     |

### Match 3
| Équipes             | 1 | 2 | 3 | 4 | 5 | 6 | 7 | 8 | 9 | 10 | Total |
| ------------------- | - | - | - | - | - | - | - | - | - | -- | ----- |
| Canada (Braunstein) | – | – | – | – | – | – | – | – | – | –  | 11    |
| Norvège (Engh)      | – | – | – | – | – | – | – | – | – | –  | 7     |

| Équipes           | 1 | 2 | 3 | 4 | 5 | 6 | 7 | 8 | 9 | 10 | Total |
| ----------------- | - | - | - | - | - | - | - | - | - | -- | ----- |
| Écosse (Hay)      | – | – | – | – | – | – | – | – | – | –  | 29    |
| Suisse (Welschen) | – | – | – | – | – | – | – | – | – | –  | 8     |

| Équipes                 | 1 | 2 | 3 | 4 | 5 | 6 | 7 | 8 | 9 | 10 | Total |
| ----------------------- | - | - | - | - | - | - | - | - | - | -- | ----- |
| États-Unis (Somerville) | – | – | – | – | – | – | – | – | – | –  | 9     |
| Suède (Kullendorf)      | – | – | – | – | – | – | – | – | – | –  | 7     |

### Match 4
| Équipes             | 1 | 2 | 3 | 4 | 5 | 6 | 7 | 8 | 9 | 10 | Total |
| ------------------- | - | - | - | - | - | - | - | - | - | -- | ----- |
| Canada (Braunstein) | – | – | – | – | – | – | – | – | – | –  | 19    |
| Suisse (Welschen)   | – | – | – | – | – | – | – | – | – | –  | 3     |

| Équipes                 | 1 | 2 | 3 | 4 | 5 | 6 | 7 | 8 | 9 | 10 | Total |
| ----------------------- | - | - | - | - | - | - | - | - | - | -- | ----- |
| États-Unis (Somerville) | – | – | – | – | – | – | – | – | – | –  | 22    |
| Norvège (Engh)          | – | – | – | – | – | – | – | – | – | –  | 5     |

| Équipes            | 1 | 2 | 3 | 4 | 5 | 6 | 7 | 8 | 9 | 10 | Total |
| ------------------ | - | - | - | - | - | - | - | - | - | -- | ----- |
| Suède (Kullendorf) | – | – | – | – | – | – | – | – | – | –  | 10    |
| Écosse (Hay)       | – | – | – | – | – | – | – | – | – | –  | 9     |

### Match 5
| Équipes             | 1 | 2 | 3 | 4 | 5 | 6 | 7 | 8 | 9 | 10 | Total |
| ------------------- | - | - | - | - | - | - | - | - | - | -- | ----- |
| Canada (Braunstein) | – | – | – | – | – | – | – | – | – | –  | 9     |
| Écosse (Hay)        | – | – | – | – | – | – | – | – | – | –  | 7     |

| Équipes                 | 1 | 2 | 3 | 4 | 5 | 6 | 7 | 8 | 9 | 10 | Total |
| ----------------------- | - | - | - | - | - | - | - | - | - | -- | ----- |
| États-Unis (Somerville) | – | – | – | – | – | – | – | – | – | –  | 22    |
| Suisse (Welschen)       | – | – | – | – | – | – | – | – | – | –  | 3     |

| Équipes            | 1 | 2 | 3 | 4 | 5 | 6 | 7 | 8 | 9 | 10 | Total |
| ------------------ | - | - | - | - | - | - | - | - | - | -- | ----- |
| Suède (Kullendorf) | – | – | – | – | – | – | – | – | – | –  | 8     |
| Norvège (Engh)     | – | – | – | – | – | – | – | – | – | –  | 7     |

### Playoffs
|  | Demi-finales | Demi-finales |            |    | Finale | Finale |
|  | Demi-finales | Demi-finales |            |    | Finale | Finale |
|  |              |              |            |    |        |        |
|  |              |              |            |    |        |        |
|  |              |              |            |    |        |        |
|  | Canada       | 8            |            |    |        |        |
|  | Canada       | 8            |            |    |        |        |
|  | Écosse       | 4            |            |    |        |        |
|  | Écosse       | 4            | États-Unis | 9  |        |        |
|  |              |              | États-Unis | 9  |        |        |
|  |              | Canada       | 6          |    |        |        |
|  | États-Unis   | Canada       | 6          | 14 |        |        |
|  | États-Unis   |              |            | 14 |        |        |
|  | Suède        | 5            |            |    |        |        |
|  | Suède        | 5            |            |    |        |        |

| Champion du monde de curling 1965 |
| --------------------------------- |
| États-Unis 1er titre              |